# ريكي برايس
ريكي برايس (بالإنجليزية: Ricky Price)‏ هو لاعب كرة قدم أمريكية أمريكي، ولد في 16 سبتمبر 1987.

## وصلات خارجية
- ريكي برايس على موقع مرجع كرة القدم المحترفة.كوم (الإنجليزية)